# Donald E. Keyhoe
Donald Edward Keyhoe (* 20. Juni 1897; † 29. November 1988) war ein US-amerikanischer Marine-Corps-Angehöriger (Major), Autor einer Reihe von Luftfahrt-Artikeln und -Geschichten in einer Vielzahl von führenden Zeitschriften und Manager von Pionierflügen über den Atlantik – insbesondere von Charles Lindbergh. Auch als UFO-Forscher machte er sich einen Namen. Jerome Clark schreibt, dass Keyhoe in den späten 1950ern und 1960er Jahren von vielen als Leitfigur auf dem Feld der UFO-Forschung betrachtet wurde.

## Ausbildung, Beruf
Keyhoe wuchs in Ottumwa im Bundesstaat Iowa auf. Er besuchte die Vorbereitende Akademie der Marine, schloss sie 1919 mit dem Bachelor-of-Science-Rang ab und wurde kurz darauf Lieutenant im Marine Corps. 1922 wurde bei einem Flugzeugunfall in Guam sein Arm verletzt, und während der langen Wiedergenesungsphase begann er zu schreiben. Er kehrte in den aktiven Dienst zurück, da jedoch die Verletzung ihn unablässig belastete, gab er 1923 den Militärdienst auf und arbeitete in der Vermessungsabteilung des US-Handelsministeriums.
1927 organisierte Keyhoe eine berühmte Flugtour von Charles Lindbergh. Dies führte zu Keyhoes erstem, 1928 erscheinenden Buch Flying with Lindbergh („Fliegen mit Charles Lindbergh“). Das Buch machte rasch Furore und führte zu Keyhoes Karriere als freier Schriftsteller. Er schrieb diverse Artikel und Geschichten – die meisten davon mit Bezug zur Luftfahrt – in einer größeren Zahl führender Publikationsorgane.
Während des Zweiten Weltkrieges kehrte Keyhoe in den aktiven Militärdienst zurück. Er wurde zum Major befördert und arbeitete in der Flugausbildungsabteilung der Marine.

## Erstes UFO-Buch der Geschichte:Flying Saucers Are Real
Nach der berühmt gewordenen Kenneth-Arnold-Sichtung von neun seltsamen rasenden Flugobjekten am 24. Juni 1947 und dem beginnenden öffentlichen Interesse an den „fliegenden Untertassen“ verfolgte Keyhoe die Sache aus skeptischer Perspektive. Im Mai 1950 – nachdem die US Air Force widersprüchliche Verlautbarungen (einerseits: ernste Sache; andererseits: Verwechslungen, Hysterie, Juxe) herausgegeben hatte, wandte sich der Verleger der populären amerikanischen Zeitschrift True („Wahr“), Ken Purdy, an Keyhoe und bat ihn, seine Beziehungen in Washington spielen zu lassen und zu versuchen, mehr über die Sache herauszubekommen.
Nachdem Keyhoe recherchiert hatte, konnte er, wie er schreibt, nicht mehr umhin, die fliegenden Untertassen als real zu betrachten. Da Form, Flugmanöver, Geschwindigkeit und Beleuchtung der Untertassen jede bekannte irdische Technologie in den Schatten stellten, kam er zu der Überzeugung, dass sie extraterrestrischen Ursprungs sein mussten und die Regierung versuche, die volle Wahrheit über sie zu vertuschen. Diese Schlussfolgerung basierte vor allem darauf, dass Keyhoe von Angehörigen des Pentagon erklärt wurde, an der Sache sei nichts, ihm jedoch gleichzeitig der Einblick in die Unterlagen verweigert wurde.
In der 1950-Januar-Ausgabe der Zeitschrift True erschien Keyhoes Artikel Die fliegenden Untertassen existieren und erregte breites öffentliches Interesse. Edward Ruppelt berichtete, dass „bei den Zeitschrift-Verlegern Gerüchte umliefen, dass Donald Keyhoes Artikel in True einer der am meisten gelesenen und diskutierten Zeitschriftenartikel der Geschichte sei“.
Keyhoe brachte wenig später den erweiterten Artikel in Buchform, The Flying Saucers are Real (New York 1950) heraus. Eine überarbeitete Ausgabe erschien 1954 auch auf Deutsch, Der Weltraum rückt uns näher (Originaltitel Flying Saucers from outer Space). In diesem Buch argumentierte er, die Air Force wisse, die fliegenden Untertassen waren „interplanetarisch“, spiele dies jedoch herunter, um einer Panik vorzubeugen. Das Buch war ein Bestseller und verkaufte sich mehr als eine halbe Million Mal.

## Direktor von NICAP
Anfang 1957 wurde Keyhoe angeboten, das Direktorat der UFO-Organisation National Investigations Committee On Aerial Phenomena (NICAP) zu übernehmen, und er nahm an. Die diversen UFO-Bücher, die er während seiner Zeit als NICAP-Direktor veröffentlichte, trugen wesentlich zu dem weitverbreiteten guten Ruf dieser Organisation bei. Keyhoe leitete sie bis Dezember 1969, als er – mit der Begründung finanzieller Misswirtschaft und autoritären Verhaltens – zum Rücktritt gezwungen wurde. Die sofort eingeleiteten Umstrukturierungsmaßnahmen seiner Nachfolger, die zu einem drastischen Verfall von NICAPs Bedeutung und Einfluss führten, erregten bei vielen den Verdacht, dass NICAP unterwandert worden sei, um die Organisation zu zerstören und Keyhoe seines Instruments zur Einflussnahme auf die Öffentlichkeit und den Pentagon zu berauben.

## Späteres Leben und Tod
1973 schrieb Keyhoe sein letztes Buch über UFOs, Aliens From Space. Es schlug eine großangelegte Operation vor, die die Außerirdischen dazu anreizen sollte, auf einem Flugplatz zu landen, um in friedlichen Kontakt mit ihnen zu treten. Ferner beschrieb es seine Schwierigkeiten bei der Einholung von Informationen bei Regierungsbehörden.
Keyhoes Kontakt zu UFO-Forschern schwand mehr und mehr. Hin und wieder hielt er noch Vorträge auf UFO-Konferenzen. 1981 trat er dem Vorstand der UFO-Organisation MUFON bei, jedoch bestand seine Mitgliedschaft eher nur auf dem Papier, da sich sein Gesundheitszustand verschlechtert hatte. Keyhoe starb 1988 im Alter von 91 Jahren. Er wurde auf dem Green-Hill-Friedhof in Luray (Virginia) begraben.

## Publikationen von Donald E. Keyhoe
- Flying with Lindbergh. New York/London (Putnam) 1928, 2003 (reprint), Kessinger Publishing, ISBN 0-7661-4294-9
- Bombenflugzeuge über U.S.A. Das Grauen eines Luftkrieges der Zukunft. In: Der Abend (Wien), 30. Dezember 1931, S. 11 (online bei ANNO).
- The Flying Saucers Are Real. (New York, Fawcett, 1950), 2006 (reprint), Cosimo Classics, ISBN 1-59605-877-3 ().
- Der Weltraum rückt uns näher. Berlin, Blanvalet Verlag, 1954, Originaltitel Flying Saucers from Outer Space (1953), Henry Holt and Company, New York
- The Flying Saucer Conspiracy. 1955, Henry Holt and Company, NY
- Flying Saucers: Top Secret. 1960, G.P. Putnam & Sons
- Aliens from Space: The Real Story of Unidentified Flying Objects. 1973, Signet Press